# Basava
Basava (kannadština: ಬಸವಣ್ಣ Basavanna) (1106–1167) byl indický sociální a náboženský reformátor. Vystupoval proti kastovnímu systému, kázal rovnoprávnost mužů a žen a za svého působení na postu prvního ministra potíral džinismus a buddhismus. Je také znám pod jménem Vršabha (‚býk‘).

## Život
Narodil se v bráhmanské rodině vyznavačů Šivy na území dnešního státu Karnátaka. Již v mladém věku měl silné náboženské a sociální cítění a velmi brzy se dostal se svou rodinou do natolik konfliktní situace, že odešel z domova a vydal se na poutní cestu.
Po své pouti přichází se svou reformou. Odmítá mnoho tradičních rituálů, včetně dědičné role bráhmanů jako prostředníků mezi věřícími a bohy. Nelíbil se mu také kastovní systém a postavení žen ve společnosti. Přesto ale zůstával přísným vyznavačem Šivy.
Po příchodu na dvůr panovníka Bijjaly I. (vládl 1156–1167) z dynastie Kalachuri se dostal až na místo prvního ministra. Své postavení využil k rozšiřování své víry. Založil společnost „Halu pro přímého zažití Šivy“ (šivanubhavamandapa), kam měli přístup i ženy, a to na náboženské rozpravy. Jeho poezie určená k oslavě Šivy a psaná v kannadštině je základním textem kannadské literatury. Po čase ale jeho činnost vyvolala velké nepřátelství v ortodoxních kruzích a Basava musel zemřel za podivných událostí. Jeho učení ale přežilo a on se stal jedním z otců hnutí Lingajáta (možná existovala již předtím a Basava jí dokázal vštípit svůj program). Je hrdinou klíčového textu této sekty Basava-purana, který ve 14. století sepsal Bhima Kavi.

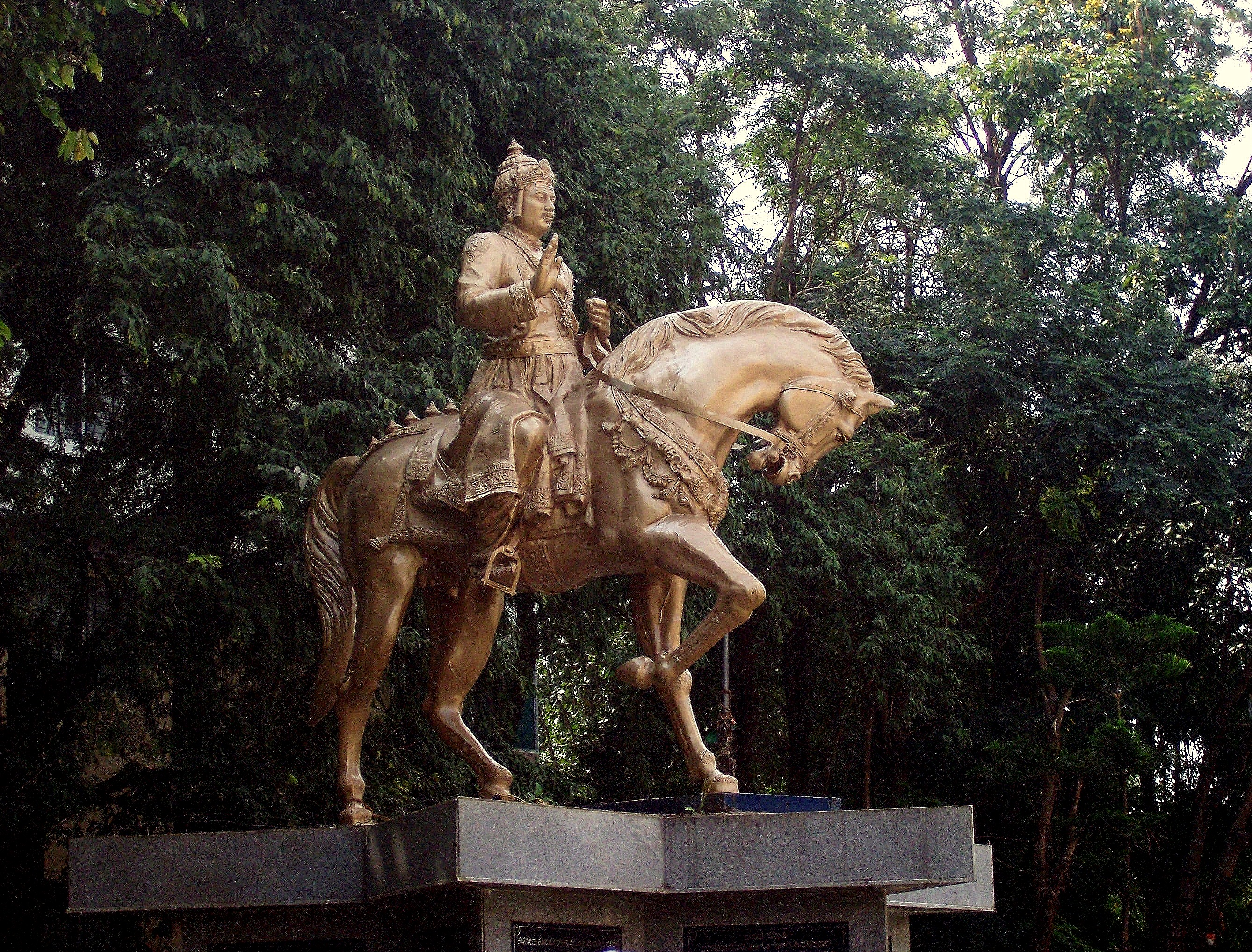
Socha Basavy v Bengalúru